# Aukside
Aukside – wieś w Anglii, w hrabstwie Durham. Leży 37 km na południowy zachód od miasta Durham i 372 km na północ od Londynu.